# Mihara (Kōchi)
Mihara (三原村?) è un villaggio giapponese della prefettura di Kōchi.